# Tamm, Tyskland
Tamm är en kommun och ort i Landkreis Ludwigsburg i regionen Stuttgart i Regierungsbezirk Stuttgart i förbundslandet Baden-Württemberg i Tyskland.
Kommunen ingår i kommunalförbundet Bietigheim-Bissingen tillsammans med staden Bietigheim-Bissingen och kommunen Ingersheim.